# J. Leroy Johnson
Justin Leroy Johnson (ur. 8 kwietnia 1888 w Wausau, zm. 26 marca 1961 w Stockton) – amerykański polityk, członek Partii Republikańskiej.

## Działalność polityczna
W okresie od 3 stycznia 1943 do 3 stycznia 1953 przez pięć kadencji był przedstawicielem 3. okręgu, a od 3 stycznia 1953 do 3 stycznia 1957 przez dwie kadencje był przedstawicielem 11. okręgu wyborczego w stanie Kalifornia w Izbie Reprezentantów Stanów Zjednoczonych.